# John Ashton

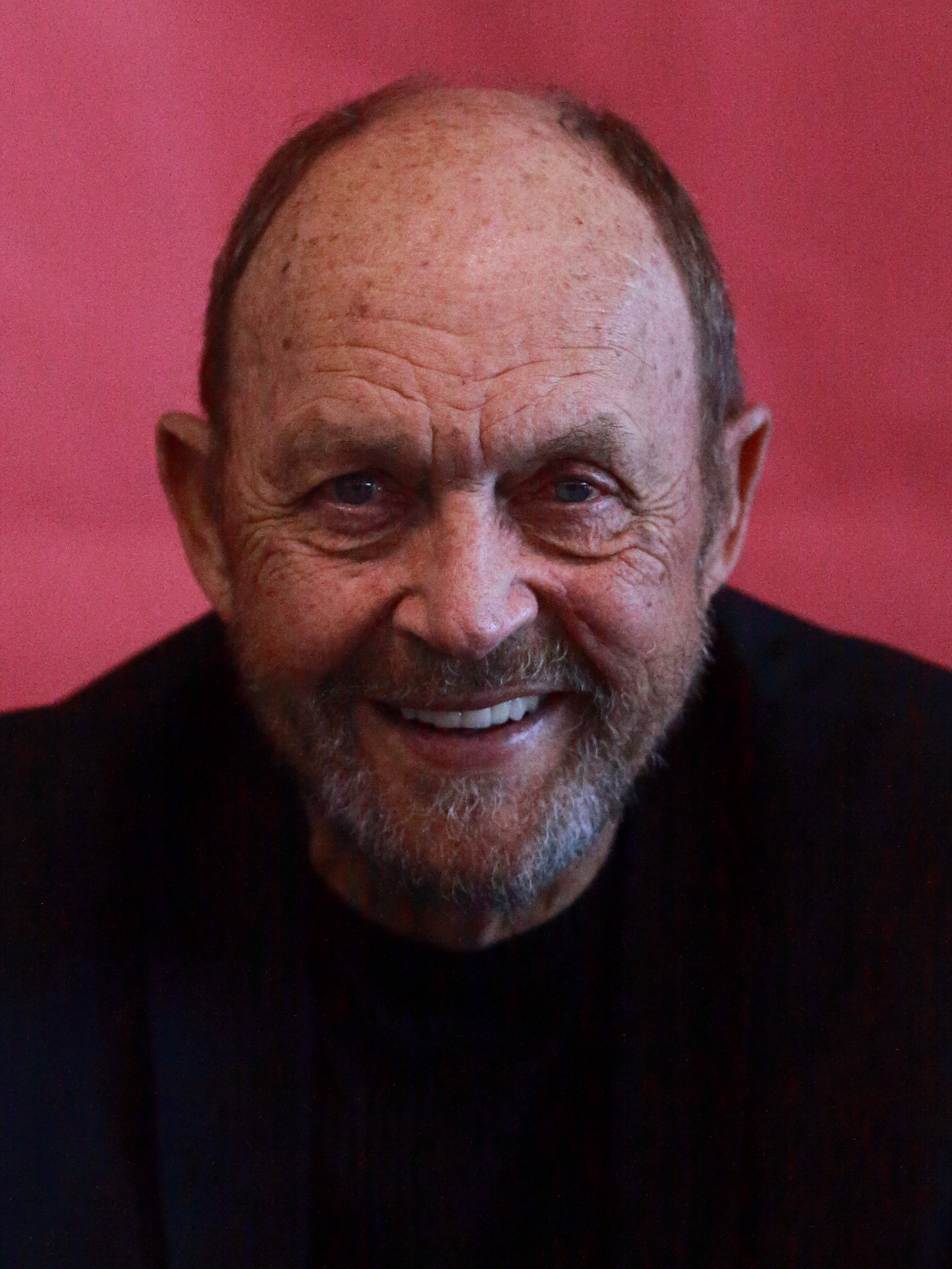
John Ashton (2017)

John David Ashton (* 22. Februar 1948 in Springfield, Massachusetts; † 26. September 2024 in Fort Collins, Colorado) war ein US-amerikanischer Schauspieler.

## Leben
John Ashton wurde in Springfield im Bundesstaat Massachusetts geboren und wuchs dort auf. Er machte seinen Abschluss an der University of Southern California School of Theatre.
Ashtons Karriere begann mit Nebenrollen und kleineren Rollen in Fernsehserien. Im Jahr 1979 erhielt er eine Rolle in einem Kinofilm und spielte in der Filmkomödie Vier irre Typen den Bruder von Dennis Quaid und gab zusammen mit Daniel Stern sein Filmdebüt. Seinen Durchbruch feierte Ashton im Jahr 1984 mit der Rolle des Detective Sergeant John Taggart in der Actionkomödie Beverly Hills Cop – Ich lös’ den Fall auf jeden Fall. Dort spielte er zusammen mit Eddie Murphy und Judge Reinhold ein Polizistentrio. In dem 1986 erschienenen Abenteuerfilm King Kong lebt von John Guillermin ist Ashton als Colonel zu sehen, der von King Kong getötet wird. Mit Lea Thompson stand er in der Komödie Ist sie nicht wunderbar? vor der Kamera, bevor er ein Jahr später in Beverly Hills Cop II von Tony Scott erneut als Detective Taggart mitspielte. Anschließend spielte er in Midnight Run (mit Dennis Farina und Robert De Niro) von Regisseur Martin Brest mit; die beiden arbeiteten zuvor beim ersten Teil von Beverly Hills Cop zusammen.
Tommyknockers – Das Monstrum aus dem Jahr 1993 war eine Verfilmung des gleichnamigen Romans von Stephen King, in der Ashton ebenfalls mitspielte. Danach folgten Fernsehfilme und kleine Gastauftritte in Fernsehserien, bis er 1999 eine Rolle in dem von Jon Turteltaub gedrehten Film Instinkt (mit Anthony Hopkins, Cuba Gooding junior und Donald Sutherland) erhielt. Dort verkörperte er den sadistischen Wärter Dacks. Ashton wirkte in über 90 Film- und Fernsehproduktionen mit. Sein letzter zu Lebzeiten veröffentlichter Film war Beverly Hills Cop: Axel F, der vierte Teil von Beverly Hills Cop.
Ashton war zweimal geschieden und hat zwei Töchter, die aus seiner zweiten Ehe stammen. Er lebte in Fort Collins, wo er Ende September 2024 im Alter von 76 Jahren nach langer Krebserkrankung starb.

## Deutsche Synchronstimmen
John Ashton hatte in der deutschen Synchronfassung keinen Standardsprecher und wurde unter anderem von Edgar Ott, Jürgen Kluckert, Hartmut Neugebauer, Dirk Galuba, Roland Hemmo, Carl-Hermann Risse, Klaus Sonnenschein, Friedrich G. Beckhaus, Hartmut Reck oder Helmut Gauß gesprochen.

## Filmografie (Auswahl)
- 1974: Kojak – Einsatz in Manhattan (Kojak, Fernsehserie, 1 Folge)
- 1974: Columbo: Momentaufnahme für die Ewigkeit (Negative Reaction)
- 1976: Barnaby Jones (Fernsehserie, Folge 5x10)
- 1977: M*A*S*H (Fernsehserie, 1 Folge)
- 1977–1978: Starsky & Hutch (Fernsehserie, 2 Folgen)
- 1978–1979: Dallas (Fernsehserie, 6 Folgen)
- 1979: Vier irre Typen – Wir schaffen alle, uns schafft keiner (Breaking Away)
- 1980: Der Grenzwolf (Borderline)
- 1983: Buckaroo Banzai – Die 8. Dimension (The Adventures of Buckaroo Banzai Across the 8th Dimension)
- 1984: Beverly Hills Cop – Ich lös’ den Fall auf jeden Fall (Beverly Hills Cop)
- 1985: Das A-Team (The A-Team, Fernsehserie, Folge 3x14)
- 1986: Alptraum des Grauens (The Deliberate Stranger)
- 1986: Club Sandwich (Last Resort)
- 1986: King Kong lebt (King Kong lives)
- 1987: Ist sie nicht wunderbar? (Some Kind of Wonderful)
- 1987: Beverly Hills Cop II
- 1988: She’s Having a Baby
- 1988: Midnight Run – Fünf Tage bis Mitternacht (Midnight Run)
- 1989: Steven – Die Entführung (I Know My First Name Is Steven, Fernsehfilm)
- 1989–1990: Hardball (Fernsehserie, 18 Folgen)
- 1991: Liebe, Lüge, Mord (Love, Lies and Murder)
- 1993: Tommyknockers – Das Monstrum (The Tommyknockers)
- 1994: Little Big Boss (Little Big League)
- 1994: Schneesturm im Paradies (Trapped in Paradise)
- 1995: The Shooter – Ein Leben für den Tod (The Shooter / Hidden Assassin)
- 1995: Fast Money – Treibjagd nach Tijuana (Fast Money)
- 1996: Die Rache des Kartells (For Wich He Stand)
- 1996: JAG – Im Auftrag der Ehre (JAG, Fernsehserie, 1 Folge)
- 1998: Abraham Lincoln – Die Ermordung des Präsidenten (The Day Lincoln Was Shot)
- 1998: Deedles – Die Surfer mit dem Brett vorm Kopf (Meet the Deedles, Alternativtitel: Roadtrip ins Chaos)
- 1999: Instinkt (Instinct)
- 1999: Avalanche – Alptraum im Schnee (Avalanche)
- 2001: Für alle Fälle Amy (Judging Amy, Fernsehserie, 1 Folge)
- 2001: Bill’s Gun Shop
- 2005: Jane Doe: Til Death Do Us Part (Fernsehmehrteiler)
- 2006: Sweet Deadly Dreams
- 2007: Gone Baby Gone – Kein Kinderspiel (Gone Baby Gone)
- 2007: Gargoyles – Monster aus Stein (Reign of the Gargoyles)
- 2009: Middle Men
- 2010: Law & Order: Special Victims Unit (Fernsehserie, Folge 10x18 Baggage)
- 2012: The Finder (Fernsehserie, Folge 1x13)
- 2017: The Neighborhood
- 2023: All Happy Families
- 2024: Beverly Hills Cop: Axel F